# Lichtmanagementsystem
Ein Lichtmanagementsystem ist ein System zur Steuerung einer Beleuchtungsanlage für die Steuerung von Innen- als auch Außenbeleuchtung. Ihre Aufgabe ist es, die Beleuchtungsstärke der Anlage entweder an die herrschenden Umweltbedingungen anzupassen oder ein vorher festgelegtes Programm ablaufen zu lassen. Durch verschiedene Steuerungsmöglichkeiten oder Programme wird zum einen der Komfort für den Nutzer erhöht und zum anderen kann Energie eingespart werden.
Grundvoraussetzung für den Einsatz eines Lichtmanagementsystems ist eine gute Dimmbarkeit des Leuchtmittels. Zudem müssen die Lichtquellen schaltfest, farbstabil und langlebig sein. Weitere Auswahlkriterien für die Lichtplanung sind bei Bedarf Flimmerfreiheit, hohe Farbwiedergabe oder eine geräuscharme Lichterzeugung. In der Regel wird außerdem ein elektronisches Betriebsgerät benötigt.

## Lichtmanagementsysteme in der Innenbeleuchtung
Der Grundaufbau besteht aus einer Zentralsteuerung, die über Steuersignale die Betriebsgeräte steuert. Dabei besteht die Möglichkeit, Sensoren und Schalter einzubinden, um eine Steuerung durch den Benutzer zu ermöglichen. Als Sensoren kommen Lichtstärke- und Bewegungs-/Präsenzsensoren oder eine Kombination von beidem zum Einsatz. Dadurch lässt sich eine Tageslicht- und Präsenzregelung verwirklichen. Bei der Tageslichtregelung gibt es zwei Technologien: Entweder wird die Beleuchtungsanlage auf die gewünschte Beleuchtungsstärke eingestellt, um eine gleichbleibende Helligkeit im Raum zu erhalten (Lichtregelung). Die zweite Variante ist eine Lichtsteuerung, bei der die künstliche Beleuchtung aufgrund des von Sensoren gemessenen Tageslichts gedimmt, an- oder ausgeschaltet wird. Eine Präsenzregelung schaltet eine Beleuchtungsanlage ab oder dimmt diese auf ein geringes Basisniveau herunter, wenn sich keine Personen im Raum befinden. Betritt eine Person den Raum, wird bei Detektion durch den Sensor die Beleuchtungsstärke durch die Steuerung wieder auf das Normalniveau erhöht. Durch jede dieser beiden Möglichkeiten lässt sich Energie sparen, der maximale Einspareffekt wird bei einer Kombination von beidem erreicht.

### Schnittstellen
Bei LED-Systemen sind direkte Netzwerkschnittstellen eine weitere Steuerungsmöglichkeit. Dabei bekommt das Vorschaltgerät eine eigene Netzwerkschnittstelle zugewiesen. Für die drahtlose Kommunikation sorgen Standards wie ZigBee und EnOcean. Für die Bühnenbeleuchtung kommt vor allem der DMX-512-Standard zum Einsatz, mit dem viele Teilnehmer schnell und individuell durch adressierte digitale Steuersignale angesteuert werden können.
| Übersicht der Anbindungsmöglichkeiten                                                                        | Möglichkeiten | Prinzip                                                                      | Bedienung       | Umstellung Gruppenzuordnung |
| --- | --- | ---------------------------------------------------------------------------- | --------------- | --------------------------- |
| Schalten | •Schalten der Versorgung | Netzschalter, Relais, Schütz                                                 | Lokal           | -                           |
| Phasen-Dimmen                                                                                                | •AN/AUS •Stufenlos dimmen nur für bestimmte Lichtquellen                                                                                                   | Einfach, ohne Zusatzverdrahtung                                              | Lokal           | -                           |
| Touch & Dim                                                                                                  | •Nur für Einzelleuchten | Taster am gleichen Potenzial, „Stand-by“                                     | Lokal           | -                           |
| 1... 10 V | •AN/AUS über Netzschalter •Stufenlos dimmen für alle dimmbaren Lichtquellen                                                                                | 2-Draht-Leitung, analog, „Stand-by“                                          | Lokal           | Umverdrahtung               |
| DALI | •AN/AUS über Netzschalter •Stufenlos dimmen für alle dimmbaren Lichtquellen, Farbsteuerung, Lichtszenen •Kombinierbar mit Zeitsteuerung                    | 2-Draht-Leitung, digital, „Stand-by“                                         | Lokal & zentral | Programmierung              |
| DMX | •AN/AUS über Netzschalter •Stufenlos dimmen für alle dimmbaren Lichtquellen, Farbsteuerung, Lichtszenen, schneller Wechsel •Kombinierbar mit Zeitsteuerung | Multiplex, digitales Steuerprotokoll (aus der Bühnenbeleuchtung), „Stand-by“ | Lokal & zentral | Programmierung              |
| ZigBee | •AN/AUS •Stufenlos dimmen für alle dimmbaren Lichtquellen, Farbsteuerung, Lichtszenen •Kombinierbar mit Zeitsteuerung                                      | Drahtlos, „Stand-by“                                                         | Lokal & zentral | Programmierung              |
| EnOcean | •AN/AUS •Stufenlos dimmen für alle dimmbaren Lichtquellen, Farbsteuerung, Lichtszenen •Kombinierbar mit Zeitsteuerung                                      | Drahtlos, „Stand-by“                                                         | Lokal & zentral | Programmierung              |
| Bluetooth | •AN/AUS •Stufenlos dimmen für alle dimmbaren Lichtquellen, Farbsteuerung, Lichtszenen •Kombinierbar mit Zeitsteuerung                                      | Drahtlos, „Stand-by“                                                         | Lokal & zentral | Programmierung              |
| WLAN | •AN/AUS •Stufenlos dimmen für alle dimmbaren Lichtquellen, Farbsteuerung, Lichtszenen •Kombinierbar mit Zeitsteuerung                                      | Drahtlos, „Stand-by“                                                         | Lokal & zentral | Programmierung              |
| Netzwerkschnittstellen (z. B. BACNET, LON, KNX, herstellerbezogene Netzwerke, Ethernet-TCIP Rechnernetzwerk) | •AN/AUS •Stufenlos dimmen für alle dimmbaren Lichtquellen, Farbsteuerung, Lichtszenen •Kombinierbar mit Zeitsteuerung                                      | Drahtgebunden                                                                | Lokal & zentral | Programmierung              |

## Lichtmanagement in der Architekturbeleuchtung
Auch in der dynamischen Fassadenbeleuchtung sind DMX-Steuerungen verbreitet. Sie erlauben schnelle Farbwechsel und/oder viele einzeln zu adressierende Leuchten. Mit DMX/Ethernet kann das Licht über Flächen dynamisch gesteuert sowie gedimmt werden und pulsieren. Weitere Gestaltungselemente sind das Schalten einzelner Leuchten oder Leuchtengruppen nach einem festgelegten Muster (z. B. DALI), das statische Dimmen einzelner Leuchten oder Leuchtengruppen nach einem definierten Konzept (Phasenanschnitt/-abschnitt) oder die Bespielung einer Fläche mit Videocontent durch ein Pixelsystem (Ethernet).

## Lichtmanagementsysteme in der Straßenbeleuchtung
Die in der Straßenbeleuchtung genutzten Hochdruck-Gasentladungslampen sind schlecht oder nicht dimmbar und nicht für hohe Schalthäufigkeit geeignet. Daher sind LED-Leuchten für Lichtmanagement besser geeignet. Hauptzweck von Lichtmanagementsystemen für die Straßenbeleuchtung ist die Einsparung von elektrischer Energie (kWh, Euro, CO2). Weitere Gründe sind ein situationsgerechtes Lichtniveau, effizientere Wartung, weniger Lichtimmissionen und die Verbesserung der Sicherheit. In der Regel wird hier in jeder Leuchte ein eigener Controller installiert. Diese Controller sind entweder komplett eigenständig oder untereinander vernetzt, zum Beispiel durch Funk oder über Powerline Communication. Durch die Controller können verschiedene Einstellmöglichkeiten vorgenommen werden. So lässt sich eine Dimmung anhand des natürlichen Lichtes oder eine Leistungsreduzierung während der Nachtstunden realisieren. In Kombination mit einem Bewegungssensor kann die Beleuchtungsanlage bei Bedarf wieder auf volles Beleuchtungsniveau hochdimmen. Außerdem besteht die Möglichkeit, die über die Lebenszeit einer Lichtquelle oder eines LED-Moduls zurückgehende Effizienz auszuregeln, um über die gesamte Lebensdauer einen konstanten Lichtstrom zu erhalten.

## Monitoring und Wartung
Lichtmanagementanlagen sammeln Informationen über Betriebszustand, Energieverbrauch und Ausfälle und speichern sie mit exakter Zeit- und Positionsangabe auf einem zentralen Rechner. Zudem werden ausgefallene Leuchten oder Lichtpunkte direkt gemeldet. So können vorausschauende Wartungskonzepte geplant und Arbeitsabläufe effizienter gestaltet werden.